# Ted Kaufman

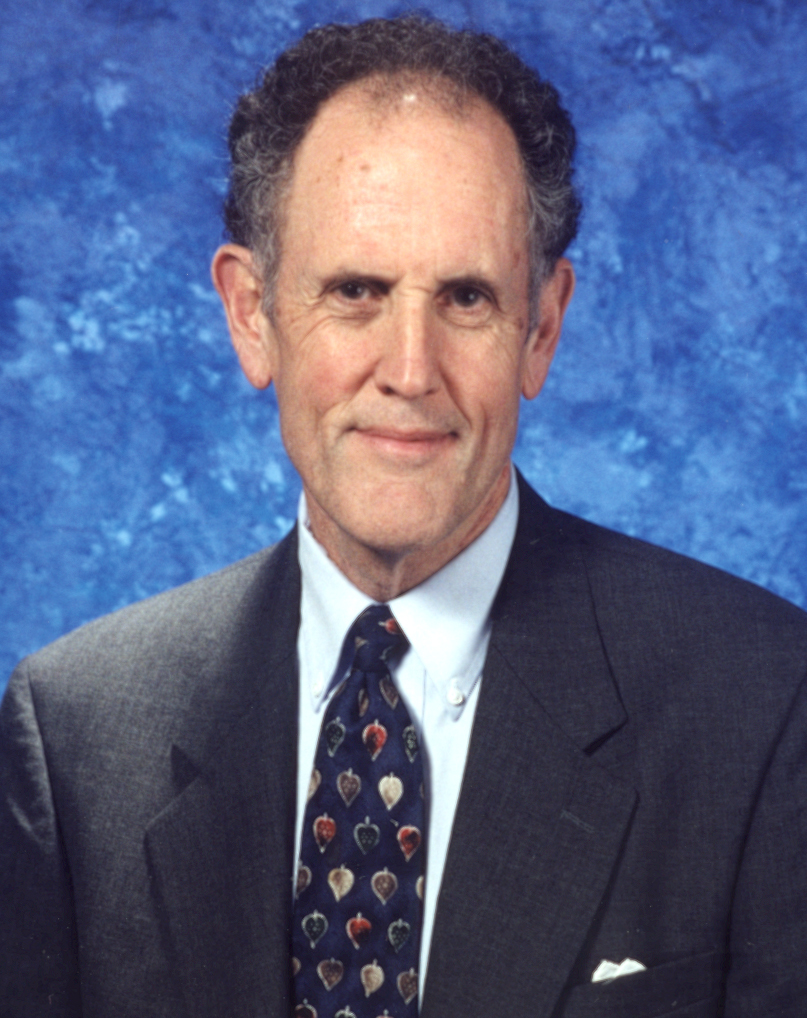
Ted Kaufman

Edward E. "Ted" Kaufman, född 15 mars 1939 i Philadelphia, Pennsylvania, är en amerikansk demokratisk politiker. Han var ledamot av USA:s senat från Delaware 15 januari 2009 – 15 november 2010.
Kaufman avlade 1960 sin grundexamen vid Duke University och 1966 sin MBA vid University of Pennsylvania. Han var medarbetare åt senator Joe Biden 1973-1994, de sista 19 åren senatorns stabschef. Han har undervisat vid Duke Universitys juridiska fakultet sedan 1991. USA:s president Bill Clinton utnämnde 1995 Kaufman till Broadcasting Board of Governors. Han avgick 2008 från myndigheten.
Kaufman var elektor för Barack Obama i presidentvalet i USA 2008. Senator Biden avgick i januari 2009 för att tillträda som USA:s vicepresident. Guvernör Ruth Ann Minner utnämnde Kaufman till senaten fram till fyllnadsvalet 2010. Kaufman kandiderade inte i fyllnadsvalet och efterträddes i november 2010 som senator av partikamraten Chris Coons.